# El Prado, Tumbalá
El Prado är en ort i Mexiko.   Den ligger i kommunen Tumbalá och delstaten Chiapas, i den sydöstra delen av landet, 800 km öster om huvudstaden Mexico City. El Prado ligger 254 meter över havet och antalet invånare är 159.
Terrängen runt El Prado är huvudsakligen kuperad, men västerut är den bergig. Runt El Prado är det ganska tätbefolkat, med 60 invånare per kvadratkilometer. Närmaste större samhälle är Tila, 16,8 km väster om El Prado. Trakten runt El Prado består till största delen av jordbruksmark.